# Lausanne (district)
Het district Lausanne (Frans: District de Lausanne, Duits: Bezirk Lausanne) is een bestuurlijke eenheid van het kanton Vaud. De hoofdplaats is Lausanne. Het district is opgesplitst in de cirkels (Frans: Cercle) Lausanne, Pully en Romanel.
Het district bestaat uit 12 gemeenten, heeft een oppervlakte van 84,75 km² en heeft 191.892 inwoners (eind 2003).
| Lausanne | 116.600 | 41,37 |

| Belmont-sur-Lausanne | 2762   | 2,64 |
| Epalinges            | 7601   | 4,57 |
| Paudex               | 1364   | 0,49 |
| Pully                | 16.212 | 5,84 |

| Cheseaux-sur-Lausanne | 2996   | 4,60 |
| Crissier              | 6517   | 5,50 |
| Jouxtens-Mézery       | 1278   | 1,93 |
| Le Mont-sur-Lausanne  | 5206   | 9,81 |
| Prilly                | 10.603 | 2,17 |
| Renens                | 17.643 | 2,96 |
| Romanel-sur-Lausanne  | 3110   | 2,87 |

Aigle · Broye-Vully · Gros-de-Vaud · Jura-Nord vaudois · Lausanne · Lavaux-Oron · Morges · Nyon · Ouest lausannois · Riviera-Pays-d'Enhaut

Voormalige districten: Aubonne · Avenches · Cossonay · Echallens · Grandson · La Vallée · Lavaux · Moudon · Orbe · Oron · Payerne · Pays-d'Enhaut · Rolle · Vevey · Yverdon